# Autoroute espagnole M-12
Pour les articles homonymes, voir M12.
L'autoroute M-12 est une courte autoroute urbaine payante de 10 kilomètres environ appartenant à la Communauté de Madrid qui relie le second périphérique de Madrid (M-40) au nouveau Terminal T4 de  l'Aéroport international de Madrid-Barajas au nord-est de la ville.
C'est une autoroute qui traverse l'axe de l'Aéroport du nord au sud par l'ouest et dessert le Terminal T4 récemment inauguré.
Elle a été construite pour créer un accès rapide au nouveau Terminal T4. Elle permet aussi de relier le nord de Madrid (A-1) à l'est de la ville (A-2/M-40). Grâce à cette autoroute, le temps de parcours entre le nord et le sud de la capitale a considérablement diminué.

La M-12 est le second accès à l'Aéroport international de Madrid-Barajas.
Elle est payante sur l'intégralité de son parcours et elle est gérée par Autopista Eje Aeropuerto Concesionaria Española S.A..

## Tracé
- Elle prolonge le second périphérique de Madrid près du croisement avec l'A-2 pour ensuite passer sous le Parque Juan Carlos I par un long tunnel.
- À la sortie du tunnel, elle croise la M-11 et la M-13 qui permettent d'accéder au Terminaux T1, T2 et T3.
- Elle dessert ensuite le Terminal T4 pour ensuite croiser la R-2 (Madrid - Guadalaraja)
- Elle se connecte ensuite à l'A-1 au sud de Alcobendas.

## Sorties
| Numéro de la sortie | Nom de la sortie                                                | Bifurcation |
| ------------------- | --------------------------------------------------------------- | ----------- |
|                     | Madrid - Toutes Directions                                      | M-40        |
|                     | Madrid                                                          | M-11        |
|                     | Péage de l'Aéroport de Madrid T1, T2, T3                        |             |
|                     | Aéroport international de Madrid-Barajas Terminaux T1, T2 et T3 | M-13        |
|                     | Aéroport international de Madrid-Barajas Terminal T4            |             |
|                     | Madrid Nord Guadalaraja Calatayud - Saragosse A-2               | R-2         |
|                     | Péage de l'Aéroport de Madrid                                   |             |
| 05                  | Aéroport international de Madrid-Barajas                        | M-110       |
|                     | Madrid - Alcobendas Burgos - Aranda de Duero                    | A-1         |